# ویرجینیا فیلد
ویرجینیا فیلد (انگلیسی: Virginia Field؛ ۴ نوامبر ۱۹۱۷ – ۲ ژانویهٔ ۱۹۹۲) یک هنرپیشه اهل بریتانیا بود. وی بین سال‌های ۱۹۲۲ تا ۱۹۵۹ میلادی فعالیت می‌کرد.
از فیلم‌ها یا برنامه‌های تلویزیونی که وی در آن نقش داشته است می‌توان به گوی بلورین، پل واترلو و لویدز لندن اشاره کرد.